# Sphaerophorus
Сферофорус (Sphaerophorus) — рід грибів родини Sphaerophoraceae. Назва вперше опублікована 1794 року.

## Будова
Талом формується з рихлих кущеподібних дерновинок чи гілкоподібно переплетених лопастей. Апотеції занурені у булавоподібні здуття на кінцях гілочок і мають вид плодів. 

## Поширення та середовище існування
Зустрічається головним чином у тундрі і лісотундрі, росте на ґрунті, покритих мохом і голих каміннях.

## Галерея

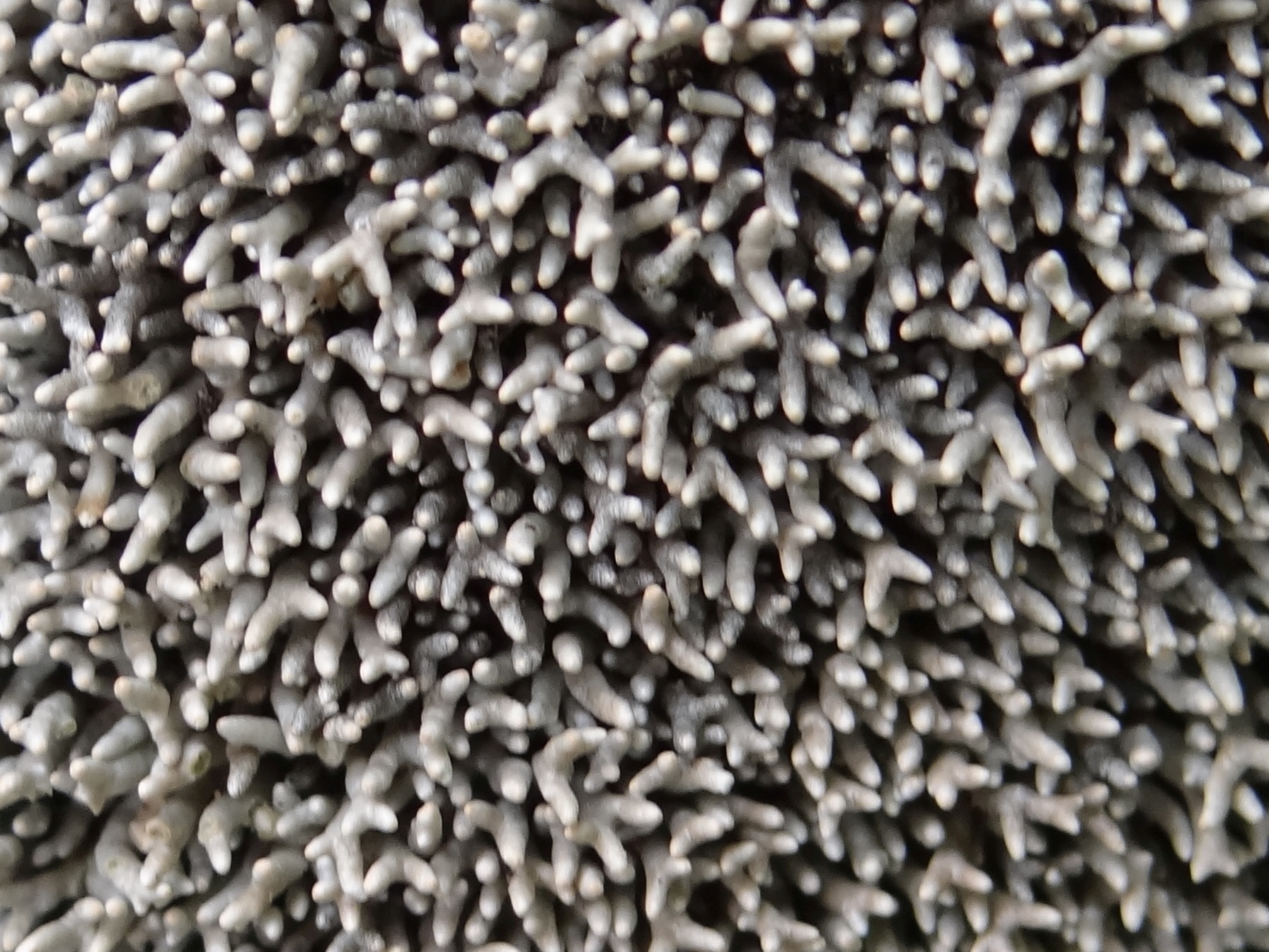
Sphaerophorus fragilis
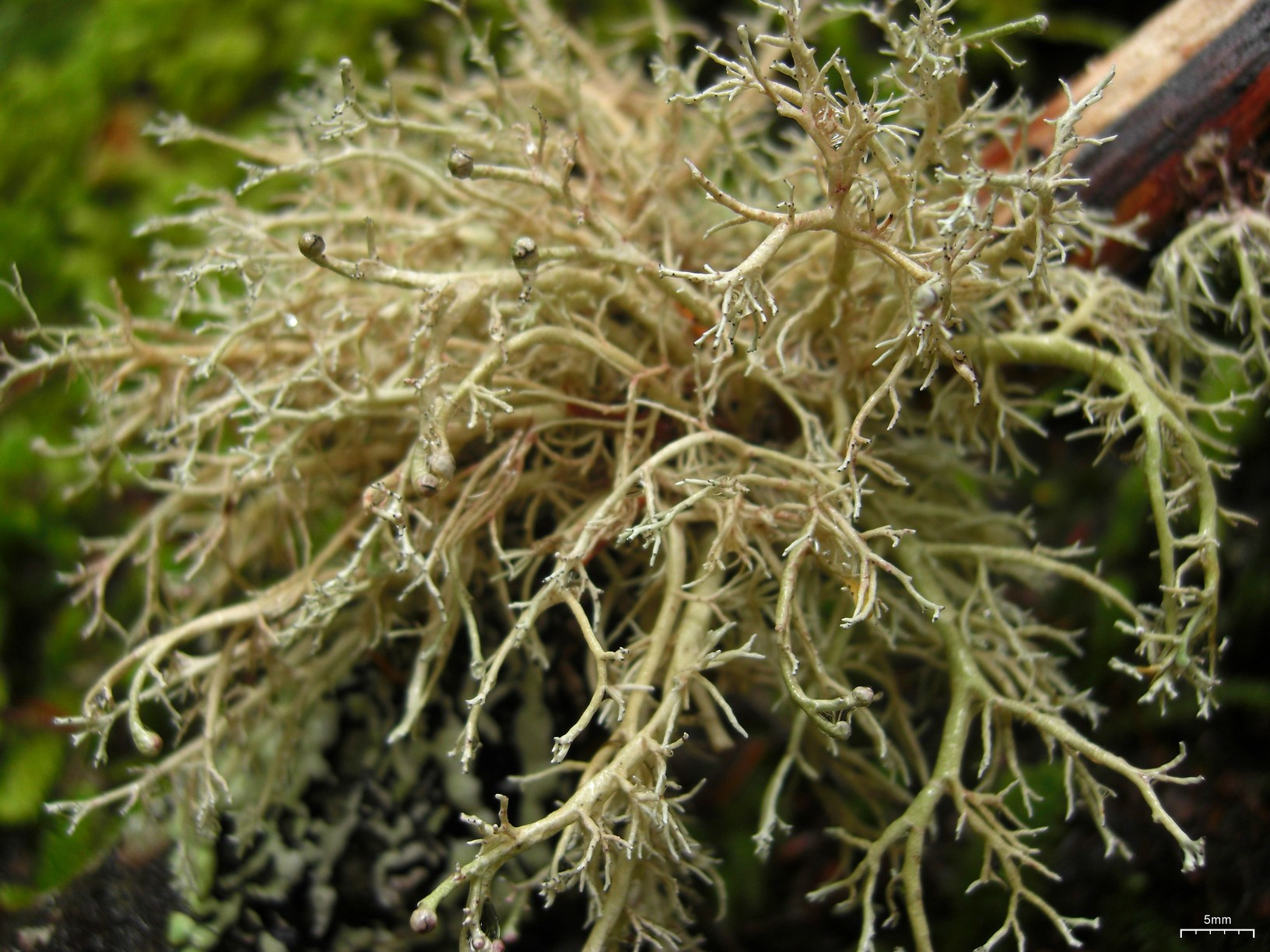
Sphaerophorus venerabilis
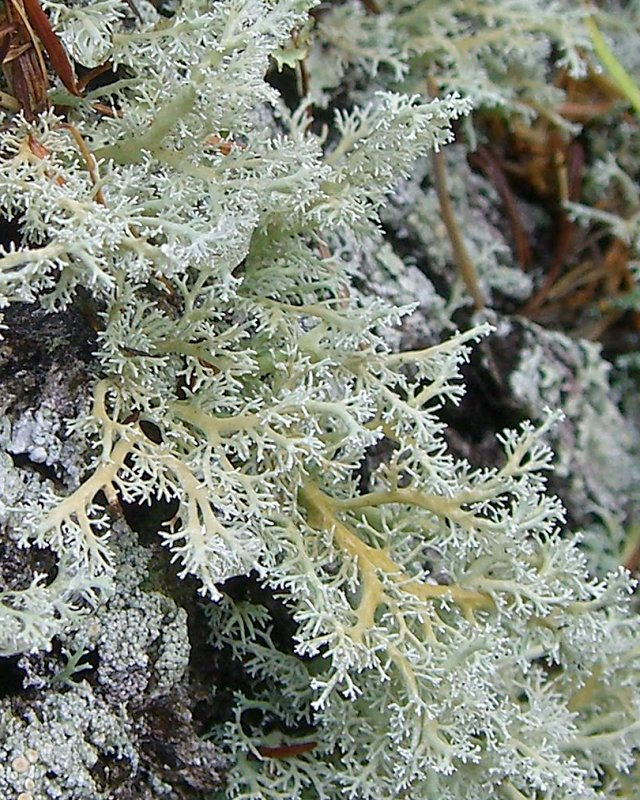
Sphaerophorus globosus